# Tantale blanc
Mycteria cinerea
Espèce
Statut de conservation UICN

 EN A2cd+3cd+4cd : En danger
Statut CITES
Le Tantale blanc (Mycteria cinerea) est une grande espèce d'échassier asiatique appartenant à la famille des Ciconiidae.